# 中华人民共和国第一届少数民族传统体育运动会
中华人民共和国第一届少数民族传统体育运动会于1953年11月8日至12日在天津市举办，举办时名称为全国民族形式体育表演及竞赛大会，1984年经国家体委、国家民委认定为第一届少数民族传统体育运动会。共有來自全国13个省、自治区、直辖市55个少数民族的运动员参加本届赛事。比赛项目体育项目分竞赛、表演和特邀表演三部分。其中，竞赛项目有：举重、拳击、石锁、摔角（跤）、击剑和步射6个项目。